# Thomas Quinn Curtiss
Thomas Quinn Curtiss (Nova York, 21 de juny de 1915 - Poissy, 17 de juliol de 2000) va ser un escriptor i crític de cinema i teatre estatunidenc.
Fill de Roy A. Curtiss i Ethel Quinn, es va graduar per la Browning School de Nova York el 1933. Després va estudiar cinema i teatre a Viena i Moscou, on va ser un alumne del director de cinema Serguei Eisenstein.
L'estiu de 1937 va conèixer l'escriptor Klaus Mann a Budapest i el va seguir arreu d'Europa. La seva relació homosexual es va perllongar durant anys, però amb el temps Tomski (com Curtiss és anomenat en els diaris de Mann) el va deixar degut a l'addicció a l'heroïna de Mann. La novel·la suïcida de MannVergittertes Fenster està dedicada a ell.
Curtiss es va allistar en el 7è Regiment de Nova York abans de la Segona Guerra Mundial. El van col·locar amb el Quarter General Suprem Aliat de la Força Expedicionària a Europa el 1944 i més tard amb la 8a Força Aèria dels Estats Units, on va protegir la filmoteca oculta de la Luftwaffe per als aliats. Aquest acte li va merèixer ser nomenat Cavaller de la Legió d'Honor, de la mà de Charles de Gaulle.
Després de la guerra, es va convertir en crític de cinema i de teatre per a molts diaris i revistes, incloent-hi el New York Herald Tribune, The New York Times i Variety, abans d'unir-se a l'International Herald Tribune per la qual va continuar escrivint fins molt temps després de la seva retirada.
Curtiss va visitar regularment París, on sovint quedava amb actors i directors de cinema.
Va escriure diversos llibres, inclosa una biografia d'Erich von Stroheim, que havia admirat en la seva joventut. També va aparèixer en el documental The Man You Loved To Hate sobre la vida de Stroheim. A més, va escriure el guió de l'adaptació cinematogràfica de l'obra d'Eugene Gladstone O'Neill The Iceman Cometh (1973).

## Obra destacada
- Thomas Quinn Curtiss: Von Stroheim. New York: Vintage Books, 1973. ISBN 0-394-71898-4
- Thomas Quinn Curtiss: The Smart Set: George Jean Nathan and H.L. Mencken. New York: Applause, 1998. ISBN 1-55783-312-5
- Thomas Quinn Curtiss (ed.): The Magic Mirror. Selected Writings on the Theatre. New York: Knopf, 1960.